# Егоров, Роман Александрович
Роман Александрович Егоров (р. 11 февраля 1986) — российский волейболист, связующий.

## Карьера
Воспитанник обнинской волейбольной школы. Выпускник СДЮСШОР по волейболу Александра Савина.
Играл в волейбольных клубах «Ока», «Динамо»-2 (Москва), «Урал»-2, «Прикамье», «Нефтяник» (Оренбург), «Динамо» (Челябинск), «Газпром-Югра».
В сезоне 2018/19 должен был играть в суперлиге за «Газпром-Югру», но пропустил весь сезон из-за травмы мениска.
Кандидат в мастера спорта России.
Признан лучшим связующим чемпионата Казахстана.
24 Февраля 2025 года перешёл в «Азеррейл». В составе команды выиграл чемпионат Азербайджана 2024/2025.
По итогам сезона 2024/2025 вошёл в «Dream team» (символическую сборную) чемпионата Азербайджана.

## Достижения
- Чемпион Азербайджана по волейболу 2024/2025[4]